# 메릴린 휴슨
메릴린 휴슨(영어: Marillyn A. Hewson, 1953년 12월 27일~)은 미국의 기업인으로, 록히드 마틴의 전직 CEO이자 현재 록히드 마틴 CEO의 전략적 고문(strategic advisor)이다. 캔자스주 정크션시티에서 태어나 앨라배마 대학교에서 경영학 학사, 경제학 석사 학위를 취득했다. 또 컬럼비아 경영대학원, 하버드 경영대학원에서 기업인 양성 프로그램을 수료하였다. 그녀는 2014년 미국 500대 상장기업 연봉 순위에서 여성으로는 유일하게 10위 안에 들었다.